# Молокане
Молока́не (малака́ны, малока́не) — последователи одного из течений духовного христианства.
В Российской империи были отнесены к «особенно вредным ересям» и преследовались вплоть до указов императора Александра I, относящихся к 1805 году, которые дали молоканам и духоборам некоторую свободу. У молокан утвердилась уверенность о существовании царского указа «О свободе вероисповедания молокан и духоборцев» от 22 июля 1805 года. Основанием этой уверенности послужила хранящаяся у одного из молокан записка о походе к царю поверенных от молокан Журавцова, Мотылёва и Лосева, «государственном совете», который Александр I созвал для рассмотрения их прошения, и последующем царском указе. Эта записка послужила поводом для проведения молоканами юбилейного съезда в июле 1905 года в селе Воронцовка Тифлисской губернии.
Молокане представляют собой не единую церковь, а скорее религиозное движение с единым корнем, но с большими различиями во взглядах, песнопениях, учении, соблюдаемых праздниках. Среди таких направлений в молоканстве заметно выделяются «мокрые молокане» (практикующие водное крещение), молокане-прыгуны, молокане-субботники (соблюдающие субботу), «дух-и-жизники» (полагающие книгу «Дух и жизнь» в престоле, считая её третьей частью Библии) и другие.

## Основы веры

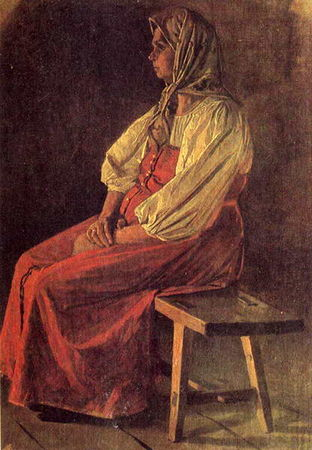
В. В. Верещагин. «Молоканка в красном сарафане», 1865 год

Молокане отличаются символическим и аллегорическим толкованием текстов Библии. Согласно их учению, они:
- признают поклонение Богу только «в духе и истине» (Иоан. 4:23);
- не признают видимых икон и креста;
- таинства понимают исключительно в духовном смысле;
- не признают почитание святых;
- отрицают необходимость священнической иерархии, клира, монашества;
- не совершают крестного знамения;
- не носят нательного креста;
- считают греховным употребление спиртного и свинины, табакокурение и употребление наркотиков[5].

### Священное Писание
Единственным источником вероучения молокане признают только Библию. Библейские изречения толкуются молоканами в символическом, аллегорическом и этическом смысле. Догматическое учение излагается в специальных «обрядниках».
По некоторым данным, большое влияние на молоканское вероучение оказала мистическая книга немецкого писателя И. Г. Юнга-Штиллинга «Победная повесть христианской религии», в которой описывается деятельность Антихриста в традиционных (католической и православной) церквях.

### Учение о Боге
Учение молокан о природе Бога, является по сути своей освобождённым от церковно-канонических представлений и норм христианским теизмом. Молокане признают Троицу, но считают, что Бог-Сын и Святой Дух, хотя и единосущны Богу-Отцу, не равны ему в божественности. Молокане полагают, что одарённые Святым Духом люди общаются непосредственно с Богом.

### Эсхатология
По вероучению молокан наступлению тысячелетнего царства Христова должно предшествовать пришествие пророков Илии и Еноха.

## История

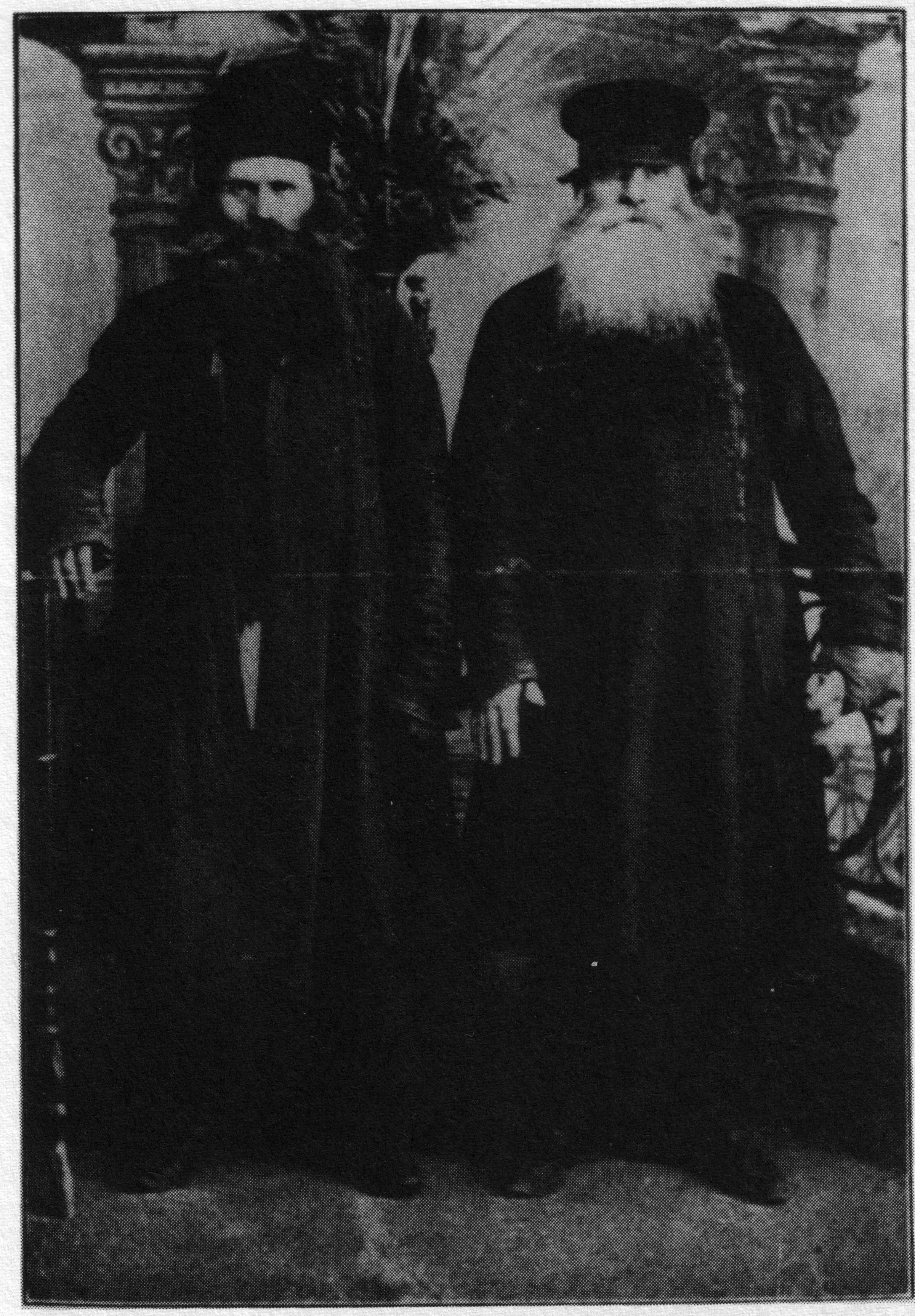
Молоканские старейшины

В 1765 году тамбовская духовная консистория в своём донесении Св. Синоду в первый раз назвала молоканством учение Уклеина. По-видимому, «молокане» — это прозвище, которое дали им православные. Есть несколько теорий происхождения названия «молокане». Согласно одной из них, молокане пили молоко в постные дни, когда приём скоромной пищи запрещён православными канонами, за что их и прозвали молоканами. Некоторые связывают название «молокане» с рекой Молочной в Мелитопольском уезде, куда ссылали молокан. Имеет некоторое распространение версия, связанная с предпочтением есть молочную пищу в тюрьмах и армии, поскольку эта пища не могла быть приготовлена с использованием свинины, которую молокане не едят. Сами молокане предпочитают ссылаться на упомянутую в Библии метафору «духовного молока» (1Пет. 2:2).
В самом начале молокане и духоборы как «духовные христиане» были единым религиозным течением. Семён Уклеин после знакомства с Илларионом Побирохиным разводится со своей женой, берёт в жены дочь Иллариона и из православия переходит в духовное христианство. После слушания в консорциуме в 1765 году и после формирования религии Семён Уклеин, который был достаточно знаком с учением Дмитрия Тверитинова, в частности, согласно некоторым источникам, имел в своём распоряжении записки Тверитинова, он впоследствии не соглашается с некоторыми убеждениями Побирохина и развивает новое направление в духовном христианстве.
Основатели молоканства остались неизвестны. Распространителем молоканства стал Семён Уклеин, бывший духобор и муж дочери лидера духоборов, Иллариона Побирохина, из Тамбовской губернии. Оттуда молоканство быстро распространилось в Саратовскую, Воронежскую, Астраханскую и другие губернии.
Ниже приведена выписка, выполненная Е. И. Финогеновым, из «Актов, собранных Кавказской Археографической комиссией» (архив ГУ Наместника Кавказского, том X, изд. под ред. пред. комиссии действ. стат. советника Ад. Берже. Тифлис, типография Канцелярии Главноначальствующего гражданской частью на Кавказе, 1885 год):

Шемахинская губерния. Записка о русских переселенцах-раскольниках в Каспийской области стр. 281, 293.
1. Историческое изложение.
Первое поселение раскольников в Каспийской области началось в Карабахской провинции, на урочище Кызыл-Кишлака в 1830 году сосланными по суду казаками земли Войска Донского, содержавшими духоборческую секту. Но распоряжение правительства по сему предмету сделано было ещё в 1829 году.
Распоряжений правительства о переселении из России в Закавказский край раскольников из дел Каспийской палаты государственных имуществ не видно, кроме нижеследующего:
1830 года, октября 20-го, высочайше утверждённое мнение государственного Собрания о духоборцах-молоканах, иконоборцах, молоканах, иудействующих и других, признанных особенно вредными ересях. Государственный совет… положил: для руководства о духоборцах, иконоборцах, молоканах, иудействующих и других, признанных особенно вредными, ересей постановить следующее…
2. Различие расколов.
В каспийской области поселены раскольники: старообрядцы, молокане, духоборцы, скопцы, иудействующие, или субботники.
Молокане: веруют в Христа, но отвергают все наружные обряды и церковные таинства.
МЕСТА ПОСЕЛЕНИЯ.
В 1834 году были поселены на урочище Алты-Агач выходцы из России по добровольному желанию, а в 1840 году из переселившихся из села Алты-Агач, в числе 315 душ мужского пола, основано новое село на урочище Хильмилли. Оба села состоят и в настоящее время в Кушинском участке, из населения молокан преимущественно.
В 1843 году на урочище Чухур-Юрт поселились переселенцы из Карабахского уезда Варащинского участка села Кызыл-Кишлака, в числе 57 душ мужского пола и 46 женского пола молоканской секты и переселенцы из России. Также в 1843 году поселены при станции Маразы Кобринского участка, тоже молокане из России, а в настоящее время, в 1844 году, основано новое поселение на урочище Джабаны Кущинского участка.
Прибывали в Хельмилли: в 1840—352; в 1841 — 12; в 1842 — 3; в 1843 — 14; в 1844 — 17 человек.
БЛАГОУСТРОЙСТВО.
В каспийской области все поселения русских раскольников устроены по образцу деревень и сёл внутренних губерний в России. В Ширванском уезде в селе Хильмилли и Чухур-Юрт отбиты по одной улице, на коих указано строить дома. Раскольники тех селений не соблюдают строго правил даже в том, чтобы улицы были прямы. Лучшего устройства дома находятся в Ширванском уезде, в селениях Алты-Агач, Топчи и Хильмилли.
УПРАВЛЕНИЕ, ПРОСВЕЩЕНИЕ, С/ХОЗЯЙСТВО.
Сельское управление в раскольничьих селениях состоит из старосты, десятских и писаря. В Ширванском уезде писари получают: в селе Хильмилли 100 руб. с канцелярскими припасами; в Алты-Агаче — 90 руб.; в Топчи — 120 руб. без канцелярских припасов.
Школ в раскольничьих селениях нет.
Сельское хозяйство у переселенцев ведётся по принятым правилам их праотцами с тою только разницей, что плодородие земли поселяет между ними ещё большую беспечность, чем прежде в России, ибо даёт достаточные урожаи без употребления тщательной обработки и удобрения полей. Кроме того, закостенелость в старинных обычаях, непредприимчивость и отвращение от всякого рода нововведений овладели ими до невероятной степени.
НРАВСТВЕННОСТЬ И МОРАЛЬ.
Раскольники, поселённые в Каспийской области, ведут себя вообще трезво, скромно, миролюбиво между собою, а главы семейств заботятся о благосостоянии своих жён и детей. Пьянство между раскольниками весьма редко.
Раскольники между собою очень доверчивы, но к другим жителям не только не доверчивы, но даже весьма скрытны, что увеличивается тем более, чем ближе известное обстоятельство к их пользе касается, и вообще они делаются пред теми скрытными, которые составляют их начальство или имеют какое-либо влияние.

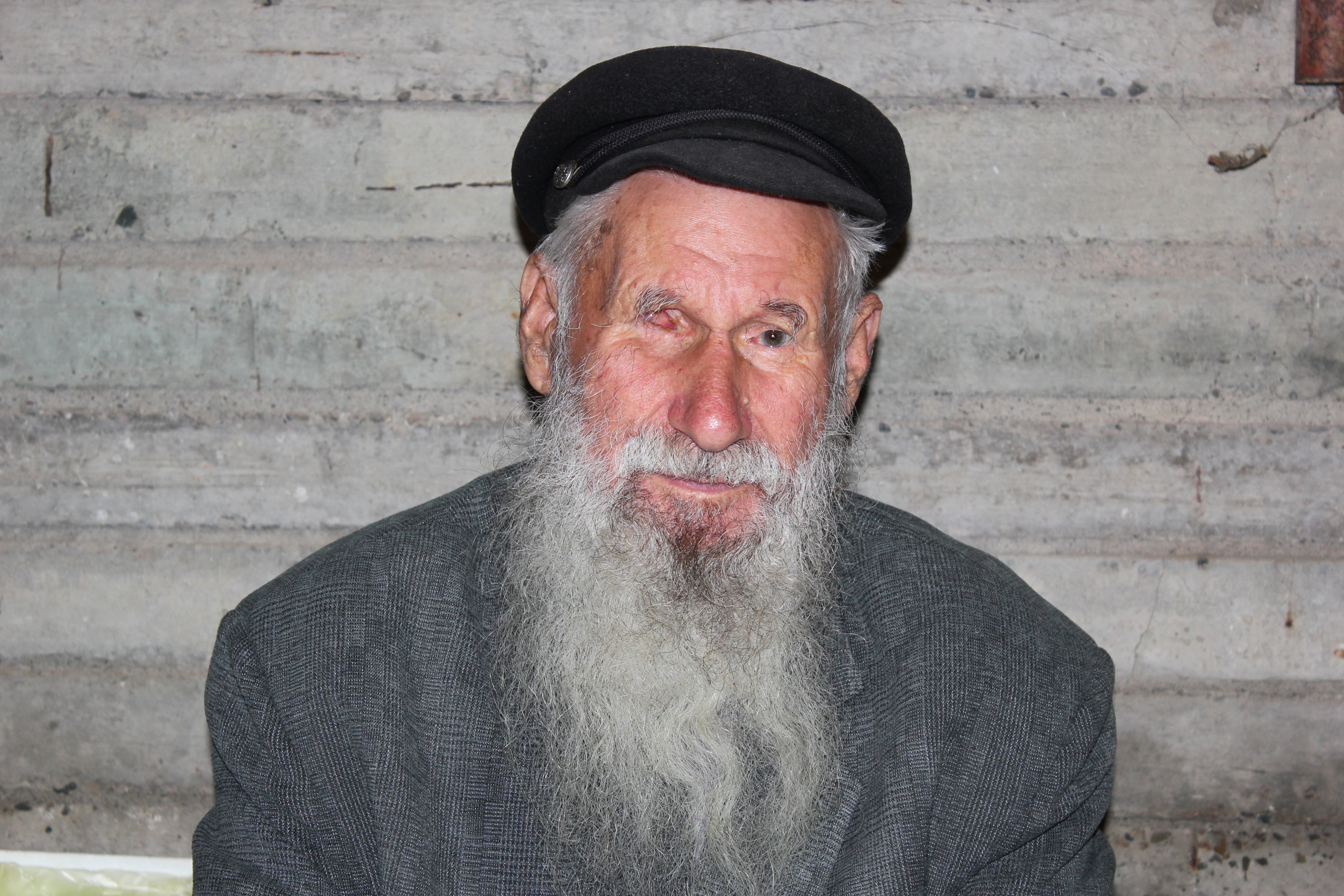
Пресвитер молокан села Ивановка, Азербайджан, 2016 г.

Молокане за историю существования своего течения испытывали множество трудностей и невзгод. Если при правлении Александра I община находилась в милости у власти, то с приходом Николая I начались гонения. Были введены запреты на молитвенные собрания молокан и проведение обрядов, воспрещалось нанимать их на работу. Несмотря на то что указом было запрещено выдавать паспорта, люди были всё же приписаны к месту проживания, и это затрудняло торговлю, поиск работы, хотя движение распространялось во всех губерниях центральной части Российской империи.
В 1830 годах по указу Николая I для заселения молоканами и духоборами открываются закавказские провинции. Уходя из южной части России, они бросали дома и хозяйства. Расселяясь в Закавказье, молокане осваивали новые территории, среди которых была Мугань и Ставропольский край. Одновременно с этим среди молокан происходит всплеск религиозного энтузиазма, связанный с распространившимися между ними пророчествами о начале тысячелетнего царства Христа в районе горы Арарат в 1836 году.
Также большое количество молоканских семей были отосланы в украинские степи — по большей части в нынешнюю Запорожскую область, где молокане проживают по сей день.
Молокане были в числе первых переселенцев, прибывших в Амурскую область. К 1890 году молокан насчитывалось 5454 человека.
В конце XIX века число молокан в России превышало 500 тысяч человек. Большинство из них жили в Закавказье (в том числе в Карсской области, впоследствии отошедшей к Турции) и на Северном Кавказе.
Обширный район в южной части Владикавказа до сих пор в народе называют Молока́нкой по названию Молоканской слободы, многие строения которой сохранились до наших дней. В этом районе продолжает функционировать молоканский дом собраний, на собраниях бывают около 150 человек. Один из центральных городских садов Баку носил ранее наименование «Молоканский садик» (до Революции — Мариинский сквер, ныне официально — Сад им. Хагани); это название популярно среди бакинцев по сей день. В Тбилиси, Грузия, по сей день в обиходе пользуются названием городского района «Молоканский базар», Молоканской также называлась нынешняя улица Пиросмани.
Тысячи молокан Закавказья были вынуждены искать себе новое место жительства в результате войн начала XX века и после передачи Турции территории Карсской области. После того как Карсский регион в 1921 году окончательно отошёл к Турции, полномочный представитель РСФСР Буду Мдивани приехал в Карс, посетил деревни, где жили молокане, и пропагандировал среди них коммунистические идеи. Советские власти считали, что по своему укладу жизни молокане близки им, поскольку вели коллективное хозяйство. Однако у молокан главным была их религия, поэтому они оставались равнодушными к пропаганде Мдивани. Но визиты советского представителя к молоканам сильно обеспокоили турецкие власти, которые решили избавиться от них. Последнее крупное переселение молокан из Турции в Ставропольские степи произошло в 1962 году, так как в стране, где доминирует ислам, жить стало небезопасно.
Молокан начали призывать в турецкую армию, из-за чего большинство молокан в 1920-е годы переселились в США, Канаду, Чили, Новую Зеландию, Маньчжурию. Часть молокан перебралась в СССР. Последняя волна молокан прибыла в СССР в конце 1950-х — начале 1960-х годов. Их поселили в Ставропольском крае и Астраханской области, где они и их потомки живут до сих пор.
В Ставропольском крае проживает достаточно большое количество представителей молокан, общины молокан есть в населённых пунктах:
- сёла Преображенское, Ачикулак, Казьминское, Кочубеевское, Ивановское, посёлок Иноземцево;
- города Будённовск (бывш. Карабаглы, Святой Крест, Прикумск), Изобильный, Михайловск, Пятигорск и др.[15]

Советское правительство также выделило переселенцам целинные земли в Сальской степи на юге России, ныне входящие в состав Целинского района Ростовской области. И в настоящее время там имеются активные молоканские организации.

## В художественной литературе
Молокане не раз становились героями произведений русской художественной литературы. В качестве эпизодических героев молокане встречаются в произведениях «Степь» А. П. Чехова, «Павлин» Н. С. Лескова. Кроме них, есть произведения, где тема молоканства занимает почти центральное место, как в повести «Из тьмы к свету: История мальчика-молокана» В. П. Желиховской. Действие повести «Из тьмы к свету» происходит в Армении, в частности в селе Еленовка (Севан). В. П. Желиховская использует в повести реальную разговорную речь молокан — очевидно, автор описала жизнь и быт молокан под впечатлением от непосредственного общения с ними. Путь «из тьмы к свету» главного героя молоканского мальчика Мити идёт не от молоканства к православию или иной религии, а от невежества к образованности. Несмотря на нелестное представление автора о молоканах и субъективизм, повесть является интересным историческим источником о жизни молокан в Армении и Тифлисе.

## Молокане в Америке

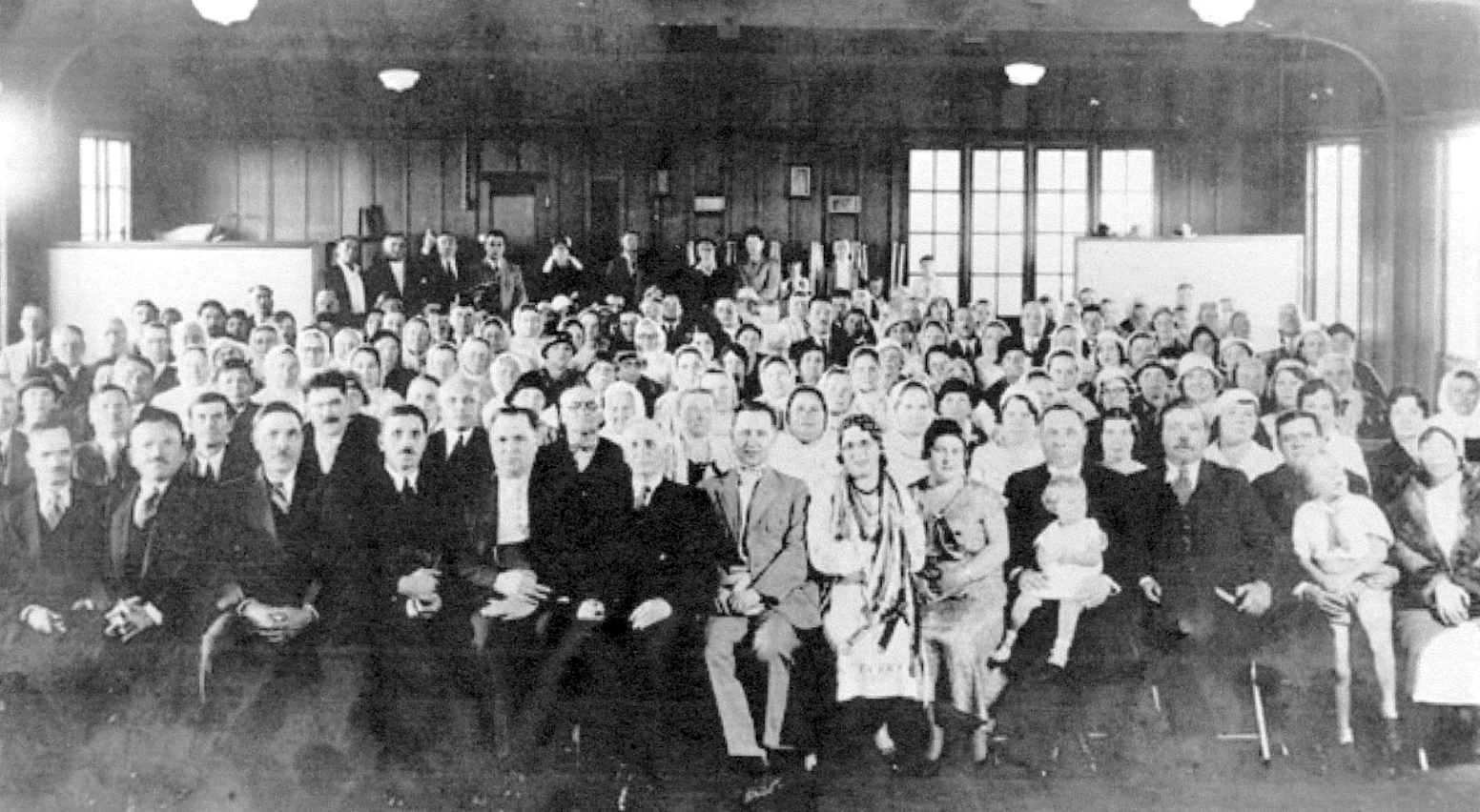
Молокане-иммигранты в Сан-Франциско, 1920-е гг.

В начале 1900-х годов несколько тысяч молокан эмигрировало в США (западное побережье) и Мексику (северо-запад).
По пути на Русскую горку, где живут сан-францискские молокане, наш проводник рассказывал историю их переселения. Когда-то, давным-давно, молокане жили на Волге. Их притесняло царское правительство, подсылало к ним попов и миссионеров. Молокане не поддавались. Тогда их переселили на Кавказ, куда-то в район Карса. Они и там, в новых местах, принялись делать то, что делали веками, — сеять хлеб. Но жить становилось всё труднее, преследования делались ожесточённее, и молокане решили покинуть родную страну, оборотившуюся к ним мачехой. Куда ехать? Люди едут в Америку. Поехали в Америку и они — пятьсот семейств. Было это в тысяча девятьсот втором году. Как они попали в Сан-Франциско? Да так как-то. Люди ехали в Сан-Франциско. Поехали в Сан-Франциско и они. … В Америке молокане хотели по-прежнему заняться хлебопашеством, но на покупку земли не было денег. И они пошли работать в порт. С тех пор сан-францискские молокане — грузчики. В городе молокане поселились отдельно на горке, постепенно настроили домиков, выстроили небольшую молельню, которую торжественно называют «Молокан-чёрч», устроили русскую школу, и горка стала называться «Русской горкой».И. Ильф, Е. Петров. «Одноэтажная Америка»
В 1935 году ординарий Архиепархии Лос-Анджелеса Джон Джозеф Кэнтуэлл пригласил для организации католической миссии среди молокан священника Михаила Недоточина и основал приход Русской католической церкви святого апостола Андрея в Эль Сегундо.
На начало XXI века в Соединённых Штатах около 20 тысяч человек «этнически идентифицируют себя как молокане», в том числе около 2 тысяч регулярно посещают молоканские служения.
В 1997 году при поддержке американских молокан был построен Молоканский центр в селе Кочубеевском Ставропольского края.
В Краснодарском крае (Отрадненский район) был хутор Новый Ардоган, куда переселяли из Карса; с 1900 по 1978 годы там жили молокане, осталось кладбище.

## Музеи
- Этнодеревня казаков-некрасовцев и молокан в Левокумском районе Ставропольского края[22].
- Молоканский дом-музей «Чайбушка» в селе Фиолетово (Армения).